# Ахваз
Ахваз е град в Югозападен Иран, административен център на провинция Хузестан с население 1 184 788 души (2016).

## История
Ахеменидското царство е положило основите на Персийската империя, сред основните културни центрове на която е Академията на Гондишапур (както се е казвал навремето градът). Гондишапур е интелектуално средище също и по времето на Сасанидската империя.
Етимологично Ахваз се свързва със староперсийската дума „ахуаз“, която означава „земя на хузите“. Хузите са древен народ, населявал териториите, дали името на днешната провинция Хузестан.

## География
Градът е разположен в ниска речна долина, на 17 метра надморска височина. През Ахваз преминава Карун – единствената плавателна река в Иран. Мост е водещият символ и в градския герб.
През 2011 г. Световната здравна организация обявява Ахваз за града с най-замърсен въздух в света.
Ахваз попада в зона на пустинен климат, с дълго, горещо лято и къса, мека зима. Той е сред най-горещите градове на планетата, с летни температури обикновено поне 45 °C.
| Климатични данни за Ахваз                                                     | Климатични данни за Ахваз | Климатични данни за Ахваз | Климатични данни за Ахваз | Климатични данни за Ахваз | Климатични данни за Ахваз | Климатични данни за Ахваз | Климатични данни за Ахваз | Климатични данни за Ахваз | Климатични данни за Ахваз | Климатични данни за Ахваз | Климатични данни за Ахваз | Климатични данни за Ахваз | Климатични данни за Ахваз |
| Месеци                                                                        | яну.                      | фев.                      | март                      | апр.                      | май                       | юни                       | юли                       | авг.                      | сеп.                      | окт.                      | ное.                      | дек.                      | Годишно                   |
| Абсолютни максимални температури (°C)                                         | 28,0                      | 31,5                      | 37,6                      | 43,0                      | 48,6                      | 51,0                      | 54,0                      | 51,6                      | 48,4                      | 45,0                      | 36,0                      | 29,0                      | 54,0                      |
| Средни максимални температури (°C)                                            | 17,3                      | 20,3                      | 25,3                      | 31,8                      | 39,0                      | 44,3                      | 46,2                      | 45,3                      | 42,5                      | 35,6                      | 26,5                      | 19,4                      | 32,79                     |
| Средни минимални температури (°C)                                             | 6,5                       | 8,2                       | 11,8                      | 16,7                      | 22,2                      | 25,1                      | 27,3                      | 26,5                      | 22,6                      | 17,9                      | 12,3                      | 7,7                       | 17,07                     |
| Абсолютни минимални температури (°C)                                          | −7                        | −5                        | −1                        | 6,0                       | 13,0                      | 15,0                      | 19,0                      | 18,0                      | 13,0                      | 8,0                       | 0,0                       | −1                        | −7                        |
| Средни месечни валежи (mm)                                                    | 53                        | 32                        | 27                        | 16                        | 7                         | 1                         | 0                         | 0                         | 0                         | 8                         | 32                        | 53                        | 229                       |
| ----------------------------------------------------------------------------- | ------------------------- | ------------------------- | ------------------------- | ------------------------- | ------------------------- | ------------------------- | ------------------------- | ------------------------- | ------------------------- | ------------------------- | ------------------------- | ------------------------- | ------------------------- |
| Източник: World Weather Information Service, Iran Meteorological Organization |                           |                           |                           |                           |                           |                           |                           |                           |                           |                           |                           |                           |                           |

## Транспорт
Градът се обслужва от летище. Пътища го свързват с Исфахан, Шираз и Техеран.
Строи се метро. Планират се 23 километра подземни линии с 24 станции.

## Личности
В града е роден поетът Абу Нувас (756 – 815).

## Спорт
Ахваз е дом на футболните клубове „Естеглал Хузестан“ и „Фулад“.